# Maisoncelles-en-Brie
 Maisoncelles-en-Brie  es una población y comuna francesa, en la región de Isla de Francia, departamento de Sena y Marne, en el distrito de Meaux y cantón de Coulommiers.

## Demografía
| 266 | 278 | 353 | 523 | 561 | 683 |
| Para los censos de 1962 a 1999 la población legal corresponde a la población sin duplicidades (Fuente: INSEE [Consultar]) |     |     |     |     |     |